# Gesù Bambino e San Giovannino che si abbracciano
Gesù Bambino e San Giovannino che si abbracciano (o anche Gesù Bambino e San Giovannino) è un dipinto di Marco d'Oggiono dipinto tra il 1500 e il 1530.
Derivante da alcuni disegni perduti di Leonardo da Vinci, diede origine a un tema molto in uso durante il rinascimento italiano e quello fiammingo.

## Storia
Il tema del Gesù Bambino e suo cugino materno San Giovannino (ovvero Giovanni Battista da bambino) che si abbracciano e si baciano fu presumibilmente ideato da Leonardo da Vinci, che ne dipinse alcuni disegni preparatori durante gli anni '90 del Quattrocento (custoditi oggi al castello di Windsor), mentre dipingeva la Vergine delle rocce. Non è chiaro se sia stato anche prodotto un dipinto a riguardo da lui o se l'idea sia solo rimasta abbozzata.
Il dipinto del d'Oggiono, il più famoso riguardo a questo tema, fa parte di una collezione che fu acquistata nel 1660 da Carlo II d'Inghilterra a Breda dal mercante William Frizell per 1500 fiorini, il prezzo più alto tra i 72 dipinti ceduti. All'epoca il dipinto era attributo direttamente a Leonardo da Vinci.
Integrato nella collezione reale dal 1666, si trova oggi nello studio della Regina, al Kensington Palace di Londra.

## Descrizione
Il tema rientra nell'ambito del riposo della sacra famiglia durante la fuga in Egitto.
I due bambini sono raffigurati mentre si abbracciano e si baciano, con il bambino più intraprendente dei due - quello a destra - che viene ritenuto essere il giovane Giovanni Battista e alle spalle dei due delle rocce e posteriormente sulla destra un paesaggio montano.
A livello stilistico vi si possono ritrovare riferimenti stilistici del capolavoro del d'Oggiono, la pala dei tre arcangeli, nella vegetazione e nelle nuvole sofisticate, oltre all'uso avanzato del chiaroscuro.

## Tema rinascimentale
Gli schizzi di Leonardo e il dipinto del d'Oggiono fecero dell'abbraccio e il bacio tra i due cugini un vero e proprio tema rinascimentale, che ebbe un buon seguito non solo tra i leonardeschi, ma anche negli odierni Paesi Bassi. Il più prolifico artista in questo tema è stato il fiammingo Joos van Cleve (chiamato il "Leonardo del Nord"), che ne dipinse diverse versioni e influenzò a sua volta altri artisti in merito.

Diverse versioni dell'abbraccio dei due bambini:
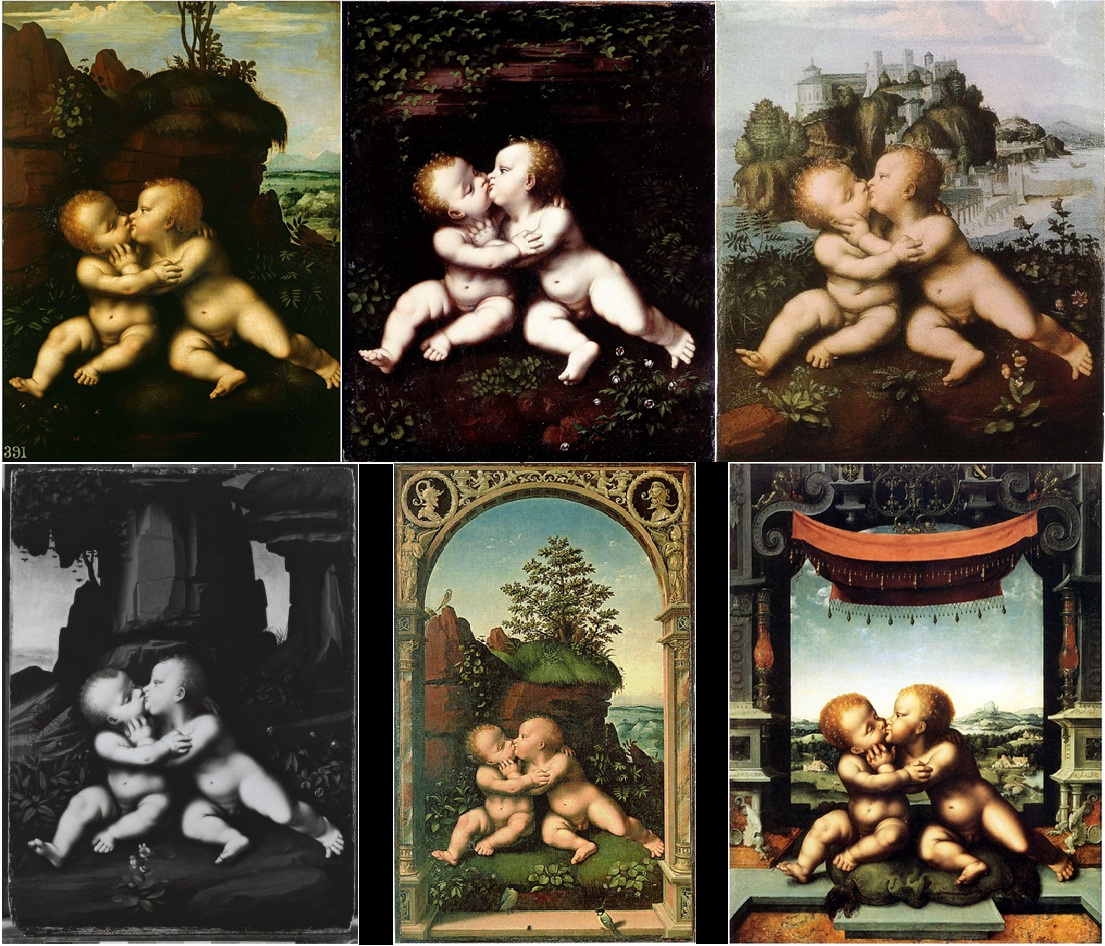
Diverse versioni, tra cui quattro di Joose van Cleve
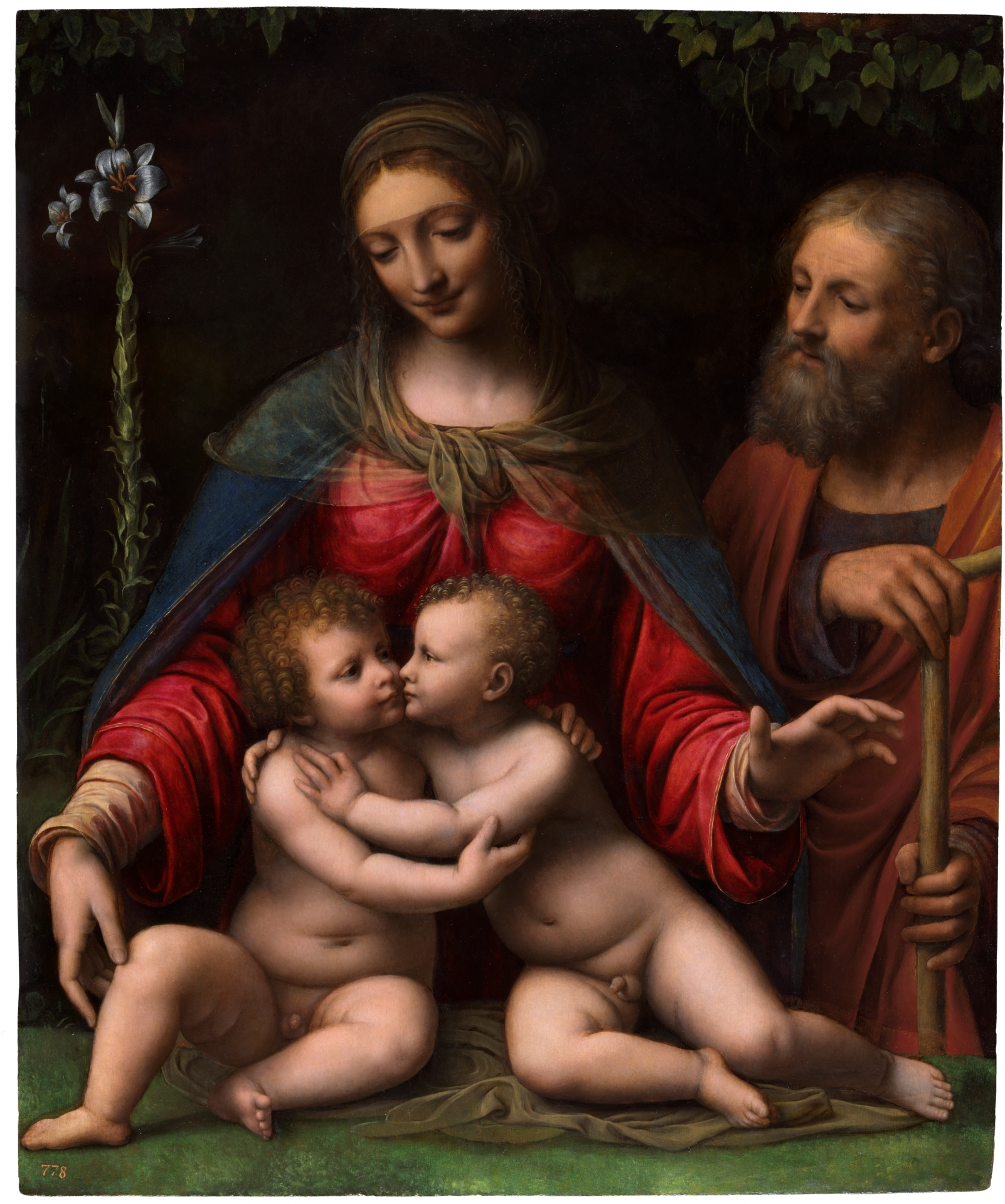
Bernardino Luini (entro il 1532)
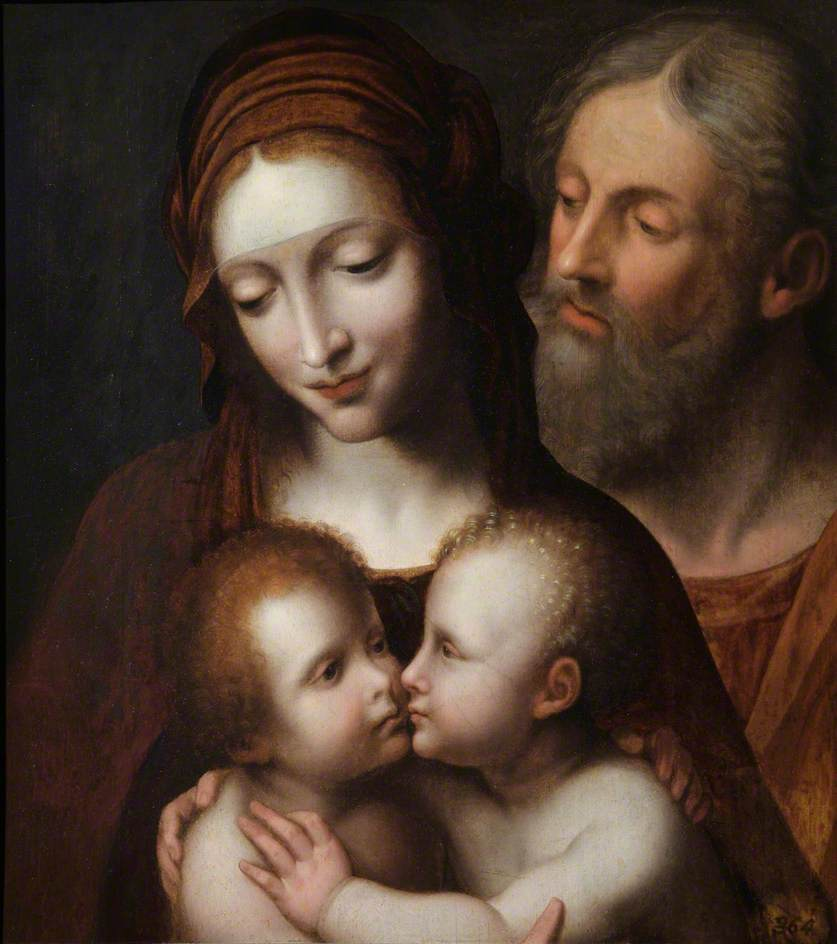
Altra versione del Luini (entro il 1532)
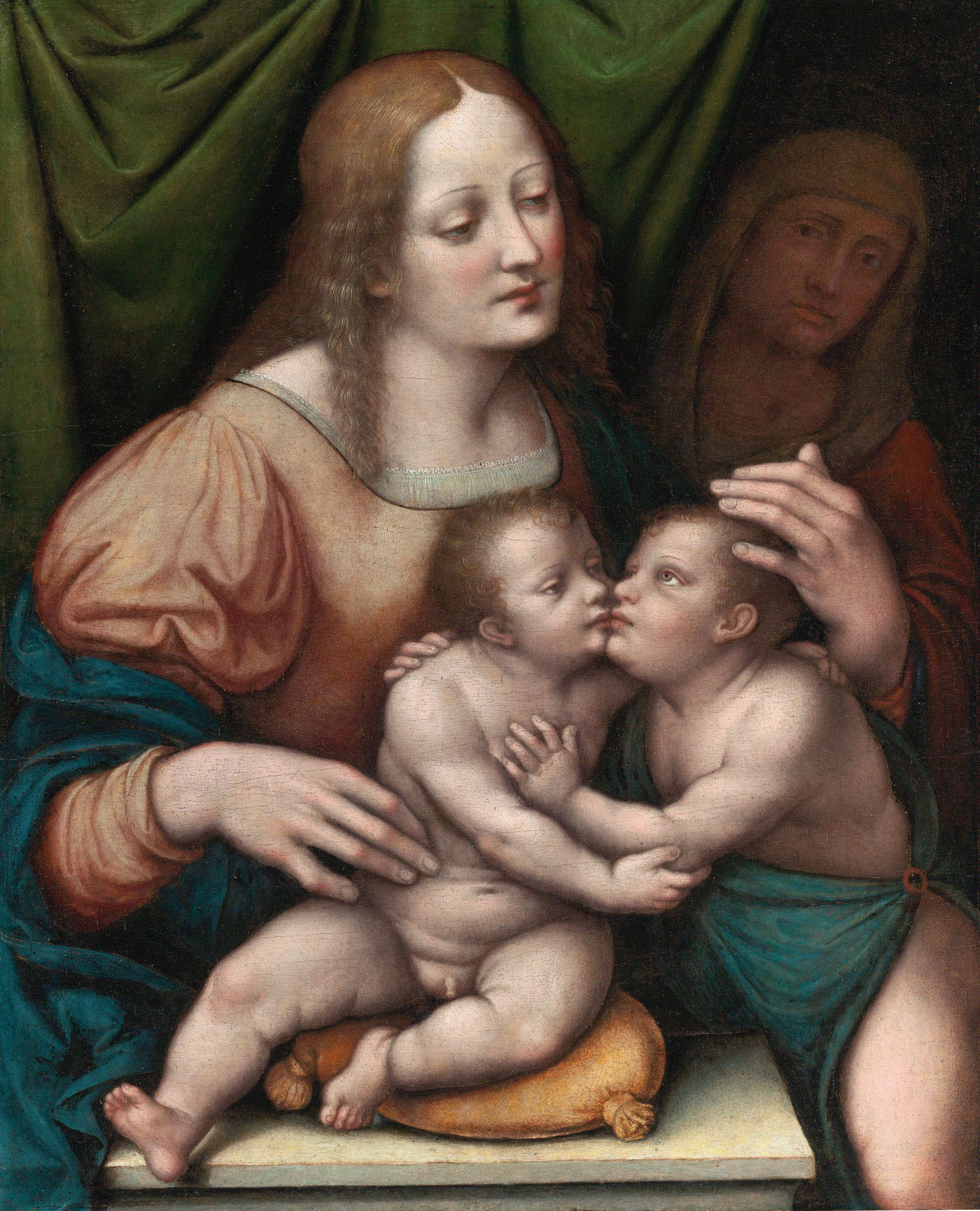
Giampietrino (prima metà XVI sec.)
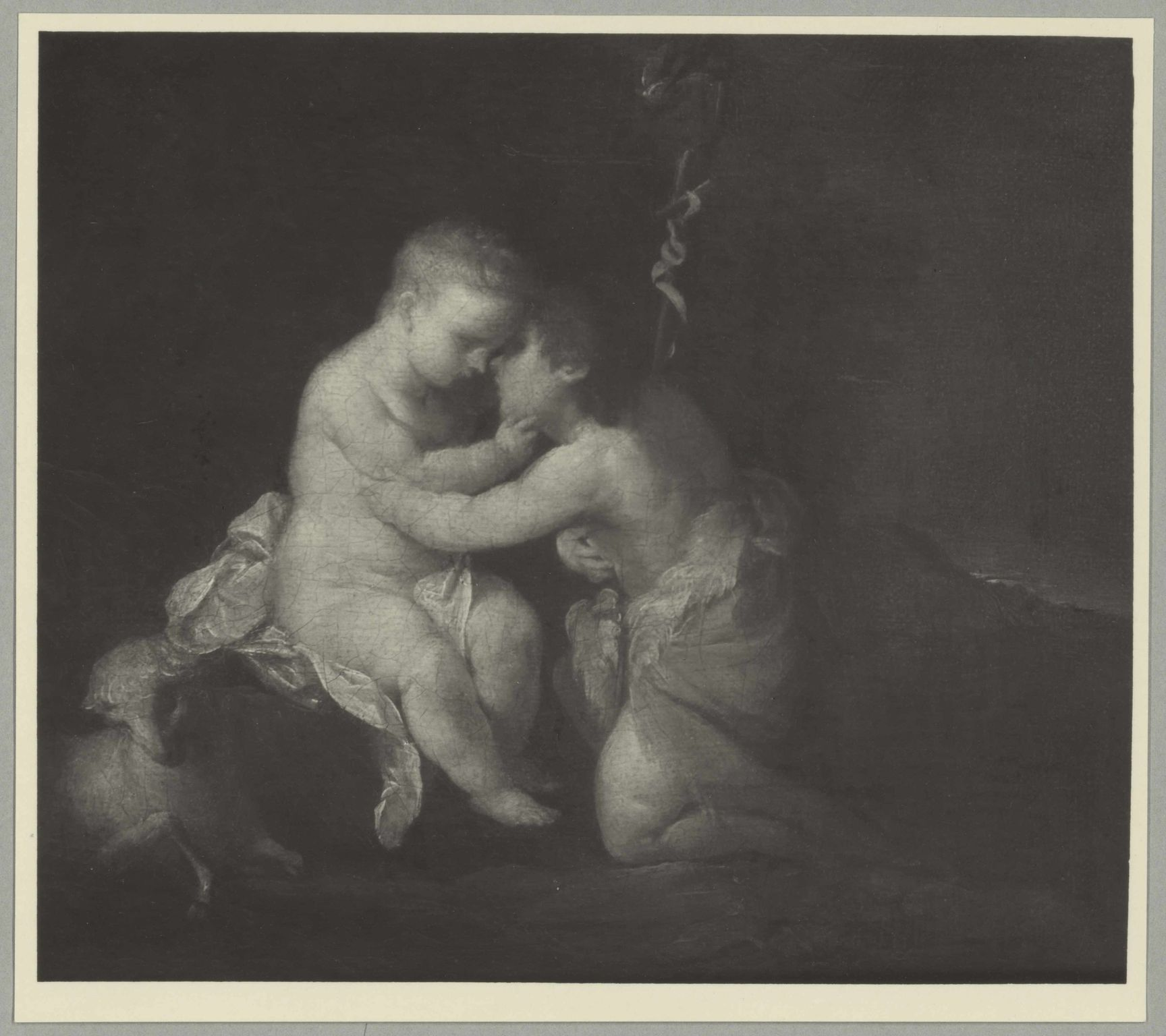
Pietro da Cortona (1616)
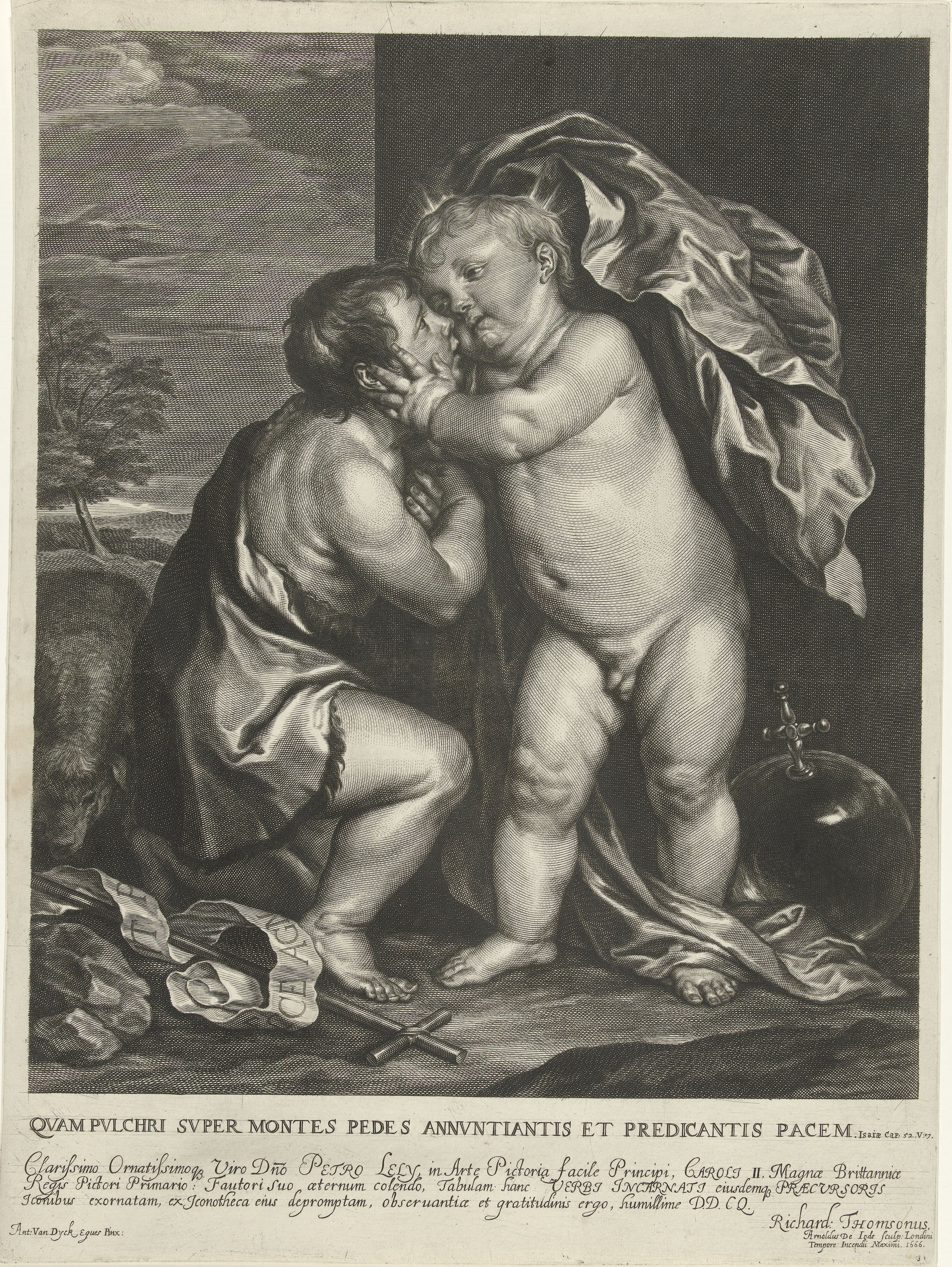
Antoon van Dyck (prima metà XVII sec.)
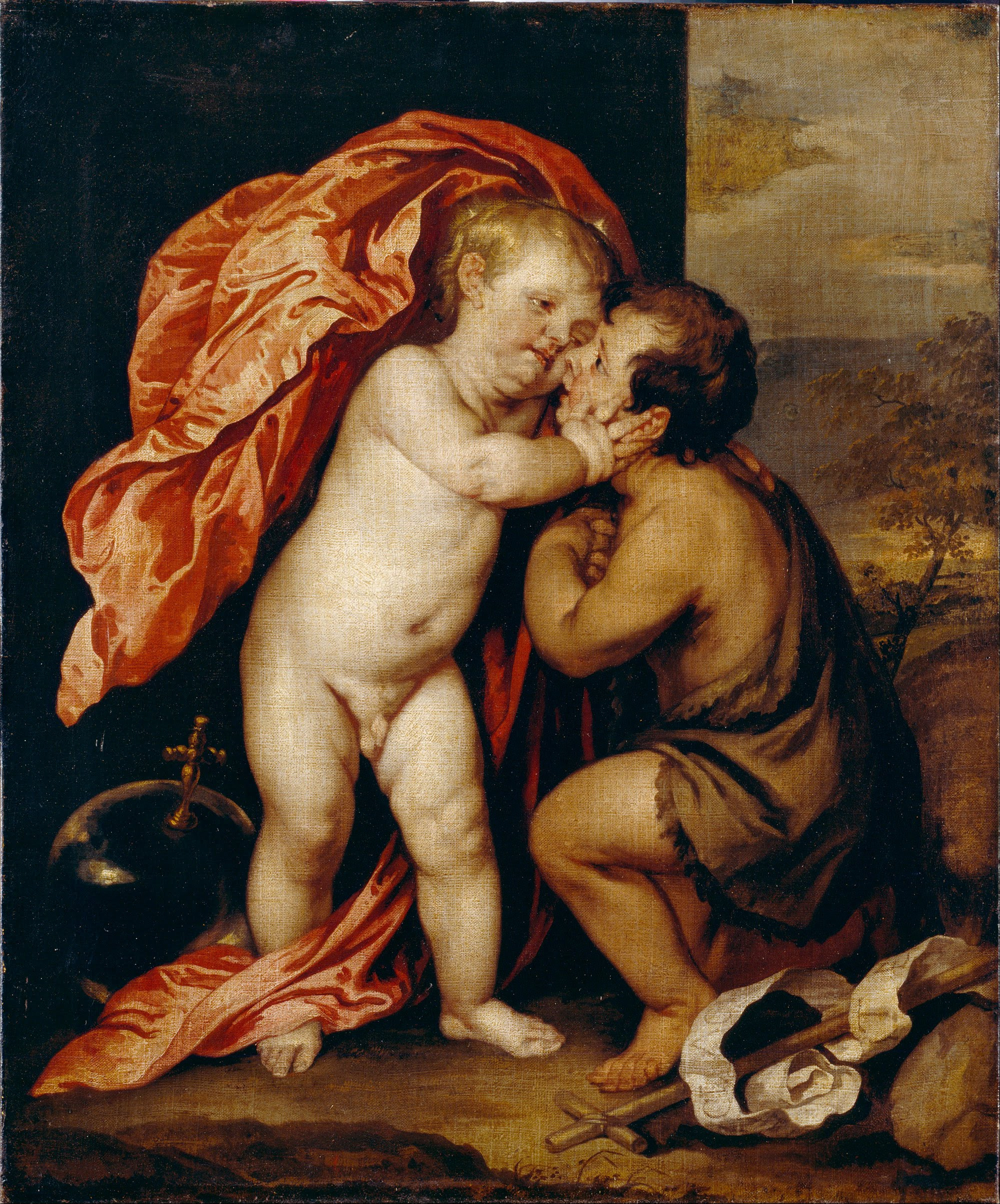
Antoon van Dyck (1638 - 1641)
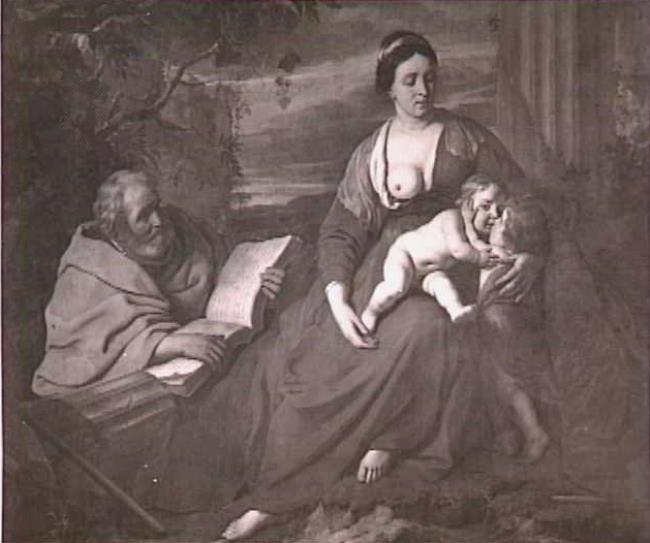
Bartholomeus van der Helst (XVII sec.)